# Georg Olof Rosenqvist
Georg Olof Rosenqvist, född 24 november 1893, död 8 juni 1961, var finländsk biskop i Borgå stift inom Evangelisk-lutherska kyrkan i Finland. Rosenqvist var stiftets andra biskop och tillträdde biskopsämbetet år 1954, då Max von Bonsdorff pensionerades.
Före sin tid som biskop var Rosenqvist bland annat professor i praktisk teologi vid Åbo Akademis teologiska fakultet och rektor för hela universitetet. Som forskare och lärare koncentrerade han sig främst på liturgik, religionsundervisning samt kyrkligt liv.